# Brandenberg (Brunssummerheide)
De Brandenberg is een natuurgebied in Zuid-Limburg in de Nederlandse gemeentes Brunssum en Landgraaf. Het gebied ligt respectievelijk in het uiterste zuidoosten en noorden van de gemeentes niet ver van de grens met Duitsland, maar wordt aan alle kanten ingeklemd. In het noordwesten ligt de golfbaan van Golfclub Brunssummerheide, in het noordoosten de Europaweg-Noord, in het oosten nog een stuk golfbaan en een vuilstortplaats en in het zuidwesten de Buitenring Parkstad Limburg. Aan de overzijde van de buitenring ligt de Brunssummerheide en aan de overzijde van de Europaweg-Noord ligt in Duitsland de Teverener Heide. De Brandenberg is onderdeel van het Natura 2000-gebied de Brunssummerheide en van het grensoverschrijdende Heidenatuurpark.
Het gebied van de Brandenberg heeft een oppervlakte van 30 hectare en is overwegend met heide begroeid, maar er zijn ook delen met bos. 

## Geschiedenis
Rond 1970 werd de Brandenberg afgescheiden van de Brunssummerheide met de aanleg van de N299. Als gevolg van deze weg werd het voor dieren riskant om over te steken, waarbij de barrièrewerking voor inteelt bij diersoorten kon zorgen.
In 2017 werd de Natuurbrug Feldbiss aangelegd om de Brandenberg weer te verbinden met de Brunssummerheide.
In 2021 kwam de Natuurbrug Heidenatuurpark gereed die de Brandenberg weer verbindt met de Teverener Heide.